# Джим Джордан
Джеймс Деніел «Джим» Джордан (англ. James Daniel «Jim» Jordan; нар. 17 лютого 1964, Трой, Огайо) — американський політик. Він представляє 4-й округ Огайо в Палаті представників США з 2007 року. Член Республіканської партії.
Навчався у Graham High School у Сейнт Періс. У 1986 році здобув ступінь бакалавра в Університеті Вісконсин-Медісон, а у 1991 — магістра в Університеті штату Огайо. Здобув юридичну освіту в Університеті Кепітал у 2001. Потім він працював адвокатом. З 1994 року — член Палати представників Огайо, з 2001 — член Сенату штату.
Поширював наратив, що Україна — одна з трьох найкорумпованіших країн планети.